# 贝纳文特
贝纳文特，是西班牙卡斯蒂利亚-莱昂萨莫拉省的一个市镇。 总面积45平方公里，总人口1659人（2001年），人口密度369人/平方公里。